# The Seekers
The Seekers — австралійський гурт утворений 1962 року у місті Мельбурн.

## Склад
До складу гурту входили:
— Кіт Потгер (Keith Potger, 2 березня 1941, Коломбо, Цейлон) — вокал, гітара;
— Брюс Вудлі (Bruce Woodley, 25 липня 1942, Мельбурн, Австралія) — гітара, вокал;
— Атол Ґай (Athol Guy, 5 січня 1940, Вікторія, Австралія) — бас, вокал та
— Кен Рей (Ken Ray) — вокал, гітара.

Після року праці у цьому складі Атол Ґай поповнив гурт вокалісткою
— Джудіт Дарем (1943—2022).

## Історія
1964 року The Seekers перебираються до Лондона, де укладають угоду з «Grade Agency» і виступають на престижному концерті «Sunday Night At The London Palladium», який транслюють по телебаченню. Том Спрінгфілд запропонував гурту свої послуги як автор пісень та продюсер і 1965 року, незважаючи на жорстку конкуренцію на музичному ринку, The Seekers вирішили кинути виклик Rolling Stones та Beatles. Популярність їм принесли трохи забарвлені фолком балади Тома Спрингфілда («Never Find Another You», «A World Of Our Own»), композиції Мелвіни Рейнолдс («Mornington Ride») та Пола Саймона («Someday One Day»), a також власна версія російської пісні «Волга Волга» («Carnival Is Over»). Брюс Вудлі працював з Полом Саймоном також поза межами групи. Разом вони написали кілька пісень, наприклад, хіт гурту The Cyrkle «Red Rubber Ball».
На початку 1967 року твір «Georgy Girl», що написали Том Спрингфілд та Джим Дейл, ввійшов до американського Тор 10, проте він виявився останнім у їх серії хіт-синглів. Через два роки гурт зіграв прощальний концерт, який показали по телебаченню. Джудіт Дерхм розпочала сольну кар'єру, а Кіт Потгер утворив гурт The New Seekers. «Старий» Seekers у другій половині сімдесятих повернувся ненадовго на сцену з молодою голландською вокалісткою Луїзою Уїсселінг (Louise Wisseling), яка зайняла місце Джудіт Дерхем. Їх найвищим успіхом став сингл «The Sparrow Song», який потрапив на вершину австралійського чарту.

## Дискографія
- 1965: The Seekers
- 1965: A World Of Our Own
- 1965: The New Seekers
- 1966: Come The Day
- 1967: Seen In Green
- 1967: Georgy Girl
- 1968: Live At The Talk Of The Town
- 1968: The Best Of The Seekers
- 1969: The Four & Only Seekers
- 1974: The Very Best Of The Seekers
- 1975: The Seekers
- 1988: An Hour Of The Seekers
- 1988: The Seekers Greatest Hits

## Judith Durham
- 1970: Girt Of Songs
- 1971: Climb Ev'ry Mountain
- 1974: Judith Durham & The Hottest Band In Town